# E12 (Maleisië)

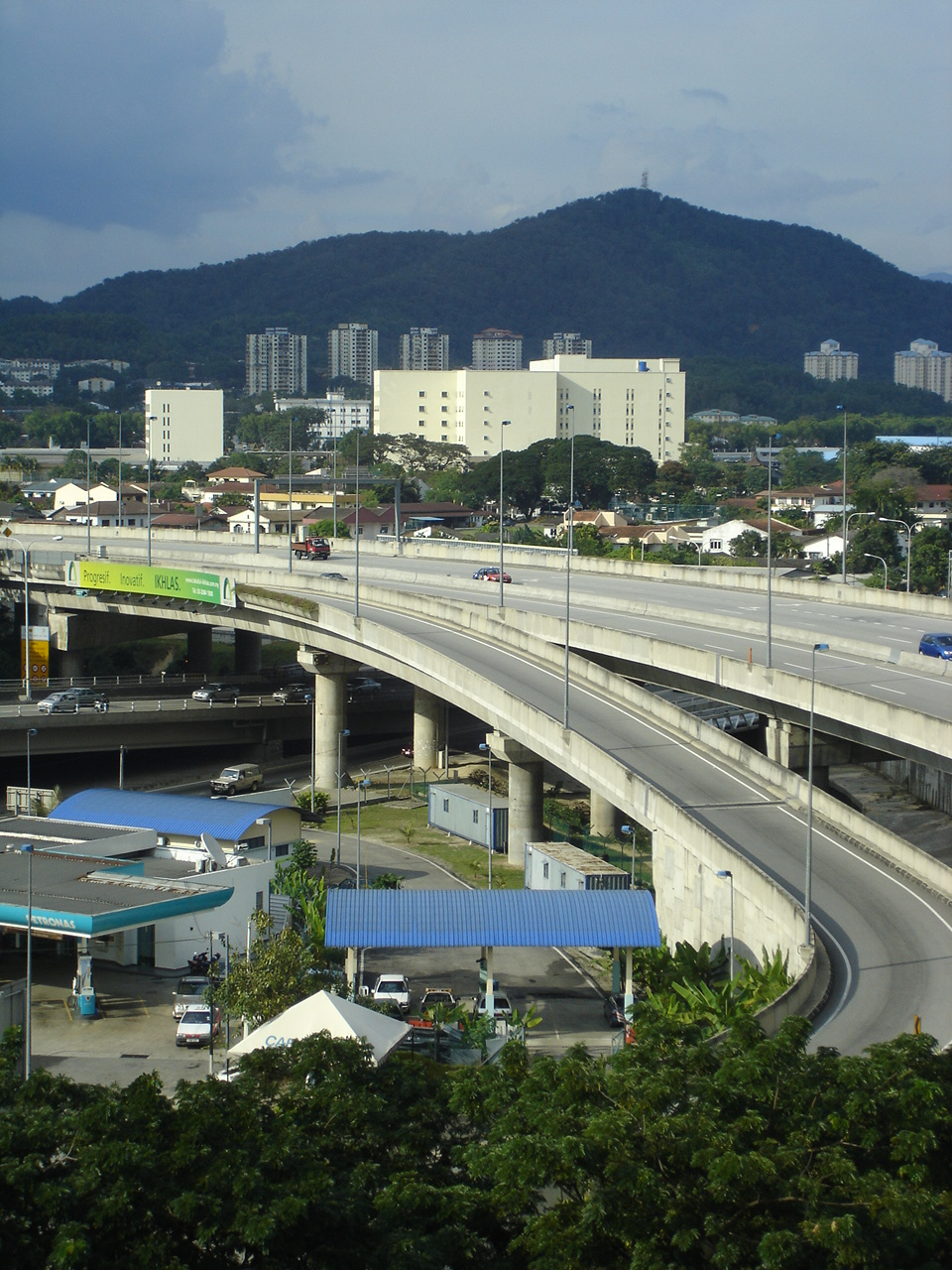
De E12

De E12 of Lebuhraya Bertingkat Ampang–Kuala Lumpur) (Ampang–Kuala Lumpur Elevated Highway (AKLEH)) is een autosnelweg in Maleisië. De snelweg is 7,9 kilometer lang en vormt een verbinding tussen Ampang en Kuala Lumpur. De E12 werd geopend in 2001.
E1 ·
E2 ·
E3 ·
E4 ·
E5 ·
E6 ·
E7 ·
E8 ·
E9 ·
E10 ·
E11 ·
E12 ·
E13 ·
E14 ·
E15 ·
E16 ·
E17 ·
E18 ·
E19 ·
E20 ·
E21 ·
E22 ·
E23 ·
E24 ·
E25 ·
E26 ·
E27 ·
E28 ·
E29 ·
E30 ·
E31 ·
E32 ·
E33 ·
E35 ·
E36 ·
E37 ·
E38 ·
E39 ·